# Mürmes

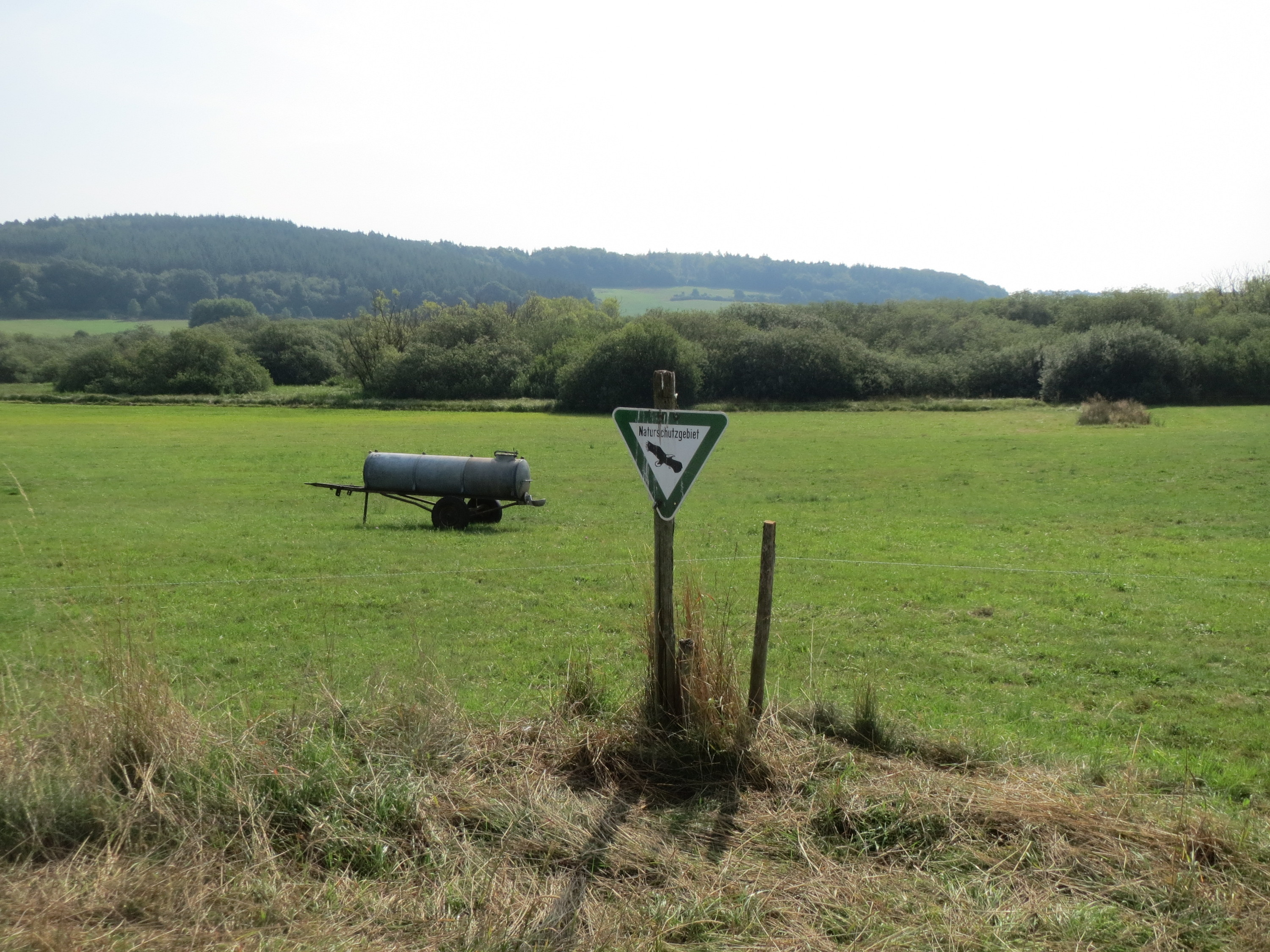
Mürmes

Das 43 Hektar große Naturschutzgebiet Mürmes liegt im  Landkreis Vulkaneifel in Rheinland-Pfalz. Es ist ein Flachmoor in einem alten Maarkessel südöstlich von Daun in den Gemarkungen von Mehren und Ellscheid. Vom Anfang des 15. Jh. bis um 1800 befand sich hier ein von den Kurfürsten von Trier angelegter Fischteich. Danach diente die bis zu vier Metern dicke Torfschicht lange Zeit der umliegenden Bevölkerung als Rohstoffquelle. Seit 1975 ist der Mürmes als Naturschutzgebiet ausgewiesen.
Die Vegetation wird von zahlreichen Wasser-liebenden Pflanzen beherrscht, wie z. B. Spitzblütige-, Knäuel- und Flatter-Binse, Schmalblättriges Wollgras, Wald-Simse, Efeublättriger Wasserhahnenfuß, Geflecktes Knabenkraut, Gras-Sternmiere, Haarstrangblättriger Wasserfenchel, Rundblättriger Sonnentau, Sumpf-Helmkraut, Sumpf-Schafgarbe, Wasser-Knöterich und Wald-Engelwurz. Der Baumbestand wird von der Asch-Weide dominiert.
An Brutvögeln sind für das Gebiet u. a. Bekassine, Braunkehlchen, Feldschwirl, Kiebitz, Raubwürger, Rohrammer und Wiesenpieper bekannt. Außerdem dient das Moor als Rastplatz für zahlreiche Zugvögel.